# 魏登贝格
魏登贝尔格是德国巴伐利亚州的一个市镇。总面积68.91平方公里，总人口6370人，其中男性3159人，女性3211人（2011年12月31日），人口密度92人/平方公里。